# Stalagmocroca sandycota
Stalagmocroca sandycota är en fjärilsart som beskrevs av Edward Meyrick 1912. Stalagmocroca sandycota ingår i släktet Stalagmocroca och familjen vecklare. Inga underarter finns listade i Catalogue of Life.